# Nabatea
Het Nabateaanse koninkrijk, ook wel Nabatea, was een politiek onafhankelijke staat in het huidige Jordanië, die rond 106 n.Chr. geannexeerd werd door de Romeinen. Vanuit hun hoofdstad Petra, de mystieke stad tussen hoge kliffen, breidden de Nabateeërs hun rijk uit.

## Geografie
Nabatea lag tussen de Sinaï en het Arabisch schiereiland. Ten noorden van Nabatea lag het koninkrijk Judea, en ten zuidwesten lag het Ptolemeïsche rijk, een van de vier staten die de diadochen, generaals van Alexander de Grote, na zijn dood gesticht hadden. Petra, in het huidige Jordanië, was de hoofdstad. Verder behoorden enkele steden, zoals Bostra, Mada’in Saleh, en Nitzana tot het Nabateaanse koninkrijk.
Petra was een weelderige en bloeiende handelsstad, gelegen op een knooppunt van verscheidene voorname handelsroutes. Een van hen was de wierookroute, waardoor zich in Petra vele handelaren van zowel mirre als wierook bevonden. De wierookroute liep via Petra verder naar Mada’in Saleh, waar de aromaten over het Mediterrane zeegebied werden verspreid.

## Geschiedenis
De Nabateaanse geschiedenis dateert terug tot de tijd dat hun volk voornamelijk uit nomadische herders bestond, die in de Negev en de Sinaï leefden, rond de 4e eeuw v.Chr. Tijdens de Syrische Oorlogen scheurde het land zich van het Seleucidische Rijk af (168 v.Chr.). Onder koning Aretas III (87 – 62 v.Chr.) bereikte Nabatea zijn grootste omvang. Conflicten met de Romeinen leidden echter tot enkele veldslagen die door de Romeinen gewonnen werden, die daarna zelfs Petra belegerden. Uiteindelijk kwamen de beide partijen tot een overeenkomst, waarbij Aretas III voortaan een tribuut betaalde aan het Romeinse Rijk, die daarop Nabatea erkenden als onafhankelijke staat.
De heersers van Nabatea moesten concluderen dat na verloop van tijd hun land langzaam omsingeld werd door het uitdijende Romeinse Keizerrijk, dat eerst Egypte en daarna Judea annexeerde. Hoewel het Nabateaanse koninkrijk zijn onafhankelijkheid wist te behouden, stond het langzamerhand onder toenemende Romeinse invloed, waardoor Nabatea een satrapie van het Romeinse rijk werd.

### Romeinse annexatie

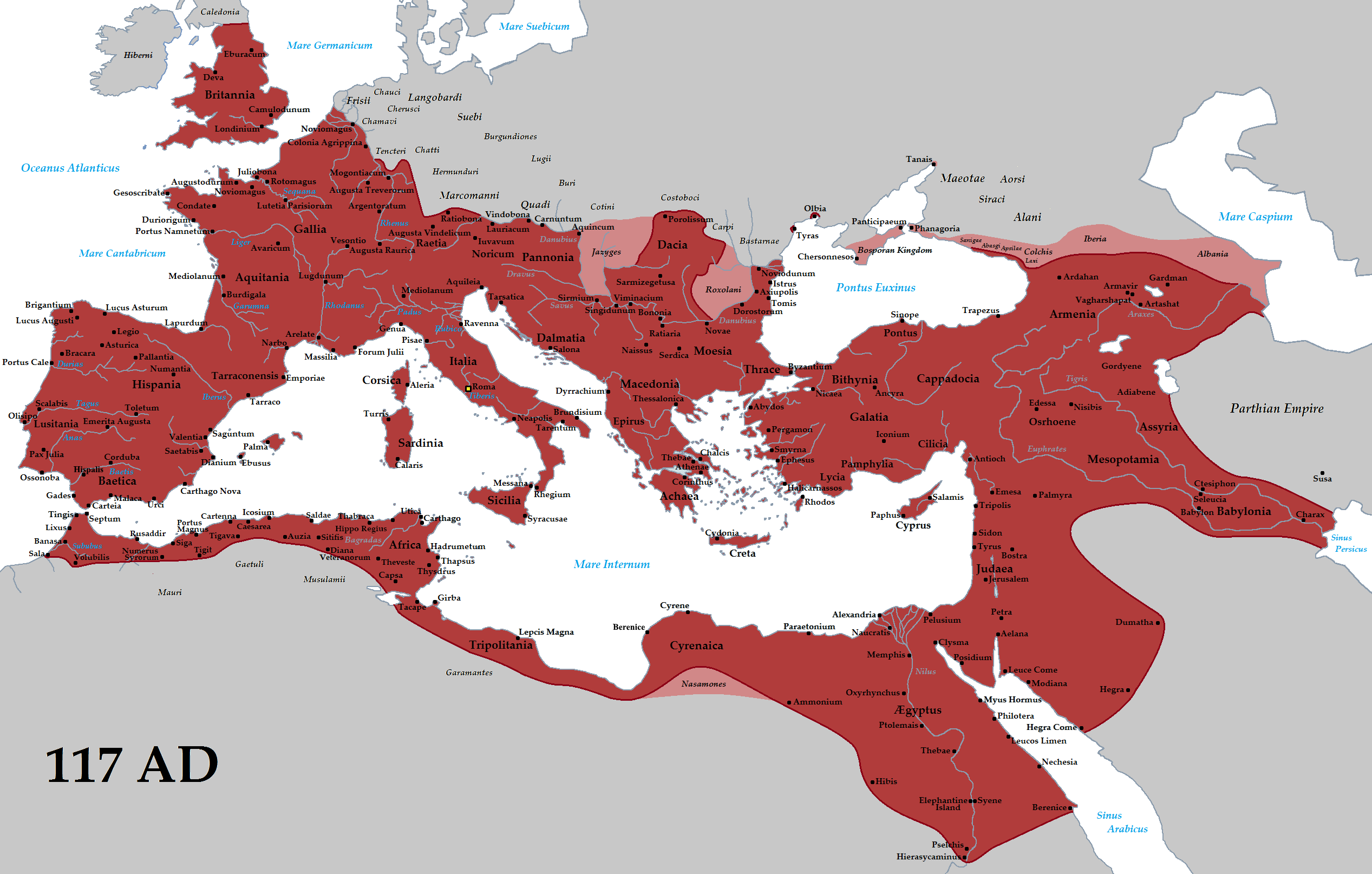
Een kaart van het Romeinse Keizerrijk, met het territorium dat Trajanus tijdens zijn Nabatea-campagne veroverde in het zuidoosten.

In 106 n.Chr., tijdens de regeringsperiode van de Romeinse keizer Trajanus, stierf de laatste koning van Nabatea. Het is aannemelijk dat dit de aanleiding vormde voor de daaropvolgende Romeinse verovering van Nabatea, hoewel de formele beweegredenen onbekend zijn. Het is wel zeker dat de Romeinse legioenen die vanuit Syria en Egypte het land binnentrokken, rond 107 n.Chr. gestationeerd waren in Petra en Bostra, volgens papyrusrollen in Egypte. Het koninkrijk werd nu opgenomen in het Romeinse rijk als de provincie Arabia Petraea. Ondanks de verovering ging de handel grotendeels door, dankzij het handelsvernuft van de Nabateeërs.
Nabatea hield zijn welvaart nog enkele decennia door, maar gebeurtenissen zoals de opkomst van de handelsstad Palmyra, die de handel van Petra verminderde, en de verovering van Nabatea door de Sassaniden, zorgden uiteindelijk voor de ondergang van het Nabateaanse koninkrijk.